# Aéroport international de Broome
L'aéroport international de Broome, en anglais Broome International Airport (code IATA : BME • code OACI : YBRM), est un aéroport régional situé à 0,4 mille marin (0,7408 km) à l'ouest de Broome, en Australie-Occidentale.

## Histoire
Dans les années 1920, l'aérodrome était une piste de sable sur Cable Beach emprunté par les avions de la poste (Geraldton-Derby airmail service) pour desservir les environs. Puis une piste de terre a été aménagée pas loin de l'emplacement actuel de l'aéroport. En 1935, une piste d'atterrissage est-ouest est aménagée, ainsi qu'un abri qui sert de terminal.
Durant la Seconde Guerre mondiale, l'aéroport de Broome sert de relais aux avions alliés en guerre contre le Japon et aux gros porteurs néerlandais fuyant les îles Java. Le 3 mars 1942, l'aviation militaire japonaise lance ses Chasseurs zéro pour attaquer l'aéroport de Broome. Cette attaque provoque une peur de l'invasion qui vide presque entièrement la ville de Broome de ses habitants.
Entre les années 1950 et 1970, la ville se repeuple, dynamisée par la perliculture, et l'aéroport retrouve du service. D'abord géré par le Département des Transports australien (en), l'aéroport est privatisé et cédé en 1991 à Airport Engineering Services.
En 1996, l'aéroport prend la dénomination "international" lorsqu'il ouvre une connexion directe avec Bali. Cependant, la demande est restée faible et la route a été suspendue.
Le tourisme baisse dans la région de Broome et l'aéroport enregistre en 2013 une baisse de 4 % de son trafic. Employant 9 % de la ville de Broome (776 employés), et générant 5 % du PIB de la région, l'aéroport lance une opération globale de rebranding pour redynamiser le tourisme. La relance est d'autant plus nécessaire que l'aéroport vient de mettre à niveau sa piste d'atterrissage et son terminal. Mais en 2015, les analystes estiment que les capacités d'accueil de l'aéroport de Broome ne permettent pas d'atteindre un seuil critique de rentablité pour attirer les vols internationaux. Le manque de notoriété internationale de Broome est également identifié comme un frein à son internationalisation. En 2017, l'aéroport mise sur le tourisme indigène régional en faisant la publicité de la découverte des tribus Yawuru (en).

## Caractéristiques
Cet aéroport est le pôle régional de la partie nord-ouest de l'Australie-Occidentale. Il est considéré comme une porte d'accès de la région de Kimberley. Au cours de l'exercice courant du 1er juillet 2010 au 30 juin 2011, il a accueilli 409 663 passagers. En 2011, il est classé 20e aéroport le plus fréquenté d'Australie.
Depuis le 18 novembre 2010, l'aéroport de Broome est certifié aérodrome sans contrôle radar de classe D, ce qui signifie que la séparation est communiquée aux avions par les contrôleurs aériens sur la base des estimations fournies par les pilotes et en indiquant leurs distances et altitudes par rapport à l'aérodrome.

## Compagnies aériennes et destinations
| Compagnies                               | Destinations                                   |
| ---------------------------------------- | ---------------------------------------------- |
| Airnorth                                 | Darwin, Kununurra                              |
| Skippers Aviation                        | Derby (en), Fitzroy Crossing (en), Halls Creek |
| QantasLink exploitée par Cobham Aviation | Perth                                          |
| Qantas                                   | Perth Saisonnier : Brisbane, Melbourne, Sydney |
| Virgin Australia Regional Airlines       | Perth                                          |

## Fréquentation
| Rang | Aéroport          | Nombre de passagers transportés | Variation |
| ---- | ----------------- | ------------------------------- | --------- |
| 1    | Aéroport de Perth | 313 627                         | 2,7 % ·   |

## Accidents et incidents
- Le 21 janvier 1974, le Douglas C-47A PK-GDC de la Burmah Oil (en) a été endommagé de façon irréversible dans un accident[9].
- Le 11 juillet 2012, un Piper PA-34 Seneca de la Golden Eagle Airlines (en) s'est écrasé dans des dunes de sable à proximité du seuil de piste. L'avion, enregistré sous le code VH-LCK, réalisait un vol cargo de nuit vers Port Hedland, dans de bonnes conditions météorologiques. Le pilote, qui était seul à bord, a été tué à l'impact[10]. L'enquête sur les causes de l'accident, menée par l'Australian Transport Safety Bureau, a révélé que l'avion s'est écrasé probablement à cause d'une perte de puissance des moteurs[11].

## Autres activités
Tous les ans est organisé en juillet le Broome International Airport Marathon.

### Articles liés
- Liste d'aéroports en Australie-Occidentale (en)